# Зарваницький деканат УГКЦ
Зарваницький деканат Тернопільсько-Зборівської архієпархії УГКЦ — релігійна структура УГКЦ, що діє на території Тернопільської області України.

## Історія
Зарваницький деканат існував у структурі УГКЦ вже у XVIII столітті, належав до Львівської єпархії та складався із 46 парафій.

## Декани
Декан Зарваницький — о. Володимир Топоровський.

## Марійський духовний центр
На території деканату діє всесвітній марійський відпустовий центр, одна з найбільших подільських святинь Української греко-католицької церкви.

## Парафії деканату
| Парафії                                          | Населені пункти |
| ------------------------------------------------ | --------------- |
| Святого Юрія                                     | с. Багатківці   |
| Пресвятої Трійці                                 | с. Бенева       |
| Преображення Господнього                         | с. Бурканів     |
| Собору архістратига Михаїла                      | с. Вишеньки     |
| Різдва Пресвятої Богородиці                      | с. Вишнівчик    |
| Святої Анни                                      | с. Гайворонка   |
| Усікновення голови Івана Хрестителя              | с. Гвардійське  |
| Собор Зарваницької Матері Божої                  | с. Зарваниця    |
| Пресвятої Трійці та Покрови Пресвятої Богородиці | с. Зарваниця    |
| Святого апостола Луки                            | с. Золотники    |
| Святих верховних апостолів Петра і Павла         | с. Кам'янка     |
| Святого Миколая                                  | с. Котузів      |
| Різдва Пресвятої Богородиці                      | с. Маловоди     |
| Успіння Пресвятої Богородиці                     | с. Надрічне     |
| Покрови Пресвятої Богородиці                     | с. Сапова       |
| Святого Димитрія                                 | с. Семиківці    |
| Різдва Пресвятої Богородиці                      | с. Соснів       |
| Різдва святого Івана Хрестителя                  | с. Тютьків      |
| Покрова Пресвятої Богородиці                     | с. Хмелівка     |